# Est et sud de Béziers
Est et sud de Béziers este o arie protejată (arie de protecție specială avifaunistică — SPA) din Franța întinsă pe o suprafață de 6.111 ha, integral pe uscat.

## Localizare
Centrul sitului Est et sud de Béziers este situat la coordonatele 43°20′00″N 3°22′25″E / 43.33333°N 3.37361°E.

## Înființare
Situl Est et sud de Béziers a fost declarat arie de protecție specială avifaunistică în baza directivei 79/409 din 1979 referitoare la conservarea păsărilor sălbatice pentru a proteja 46 de specii de animale.

## Biodiversitate
Situată în ecoregiunea mediteraneană, aria protejată nu include niciun habitat protejat.
La baza desemnării sitului se află mai multe specii protejate de  păsări (46): privighetoare-de-baltă (Acrocephalus melanopogon), pescăruș albastru (Alcedo atthis), fâsă-de-câmp (Anthus campestris), stârc roșu (Ardea purpurea), stârc galben (Ardeola ralloides), buhai de baltă (Botaurus stellaris), pasărea ogorului (Burhinus oedicnemus), ciocârlie-cu-degete-scurte (Calandrella brachydactyla), prundăraș de sărătură (Charadrius alexandrinus), chirighiță-cu-obraz-alb (Chlidonias hybridus), chirighiță neagră (Chlidonias niger), șerpar (Circaetus gallicus), erete de stuf (Circus aeruginosus), erete vânăt (Circus cyaneus), erete cenușiu (Circus pygargus), dumbrăveancă (Coracias garrulus), egretă albă (Egretta alba), egretă mică (Egretta garzetta), presură de grădină (Emberiza hortulana), șoim de iarnă (Falco columbarius), pescăriță râzătoare (Gelochelidon nilotica), ciovlica roșcată (Glareola pratincola), Hieraaetus fasciatus, piciorong (Himantopus himantopus), stârc pitic (Ixobrychus minutus), Larus genei, pescăruș-cu-cap-negru (Larus melanocephalus), sitar de mal nordic (Limosa lapponica), ciocârlie de pădure (Lullula arborea), gușă albastră (Luscinia svecica), gaia neagră (Milvus migrans), stârc de noapte (Nycticorax nycticorax), vultur pescar (Pandion haliaetus), bătăuș (Philomachus pugnax), Phoenicopterus ruber, țigănuș (Plegadis falcinellus), ploier auriu (Pluvialis apricaria), Porphyrio porphyrio, ciocântors (Recurvirostra avosetta), chiră mică (Sterna albifrons), pescăriță mare (Sterna caspia), chiră de baltă (Sterna hirundo), chiră de mare (Sterna sandvicensis), silvie de tufiș (Sylvia undata), spârcaci (Tetrax tetrax), fluierar de mlaștină (Tringa glareola).
Pe lângă speciile protejate, pe teritoriul sitului au mai fost identificate 1 specie de păsări.